# Onze-Lieve-Vrouwekerk (Gasselte)

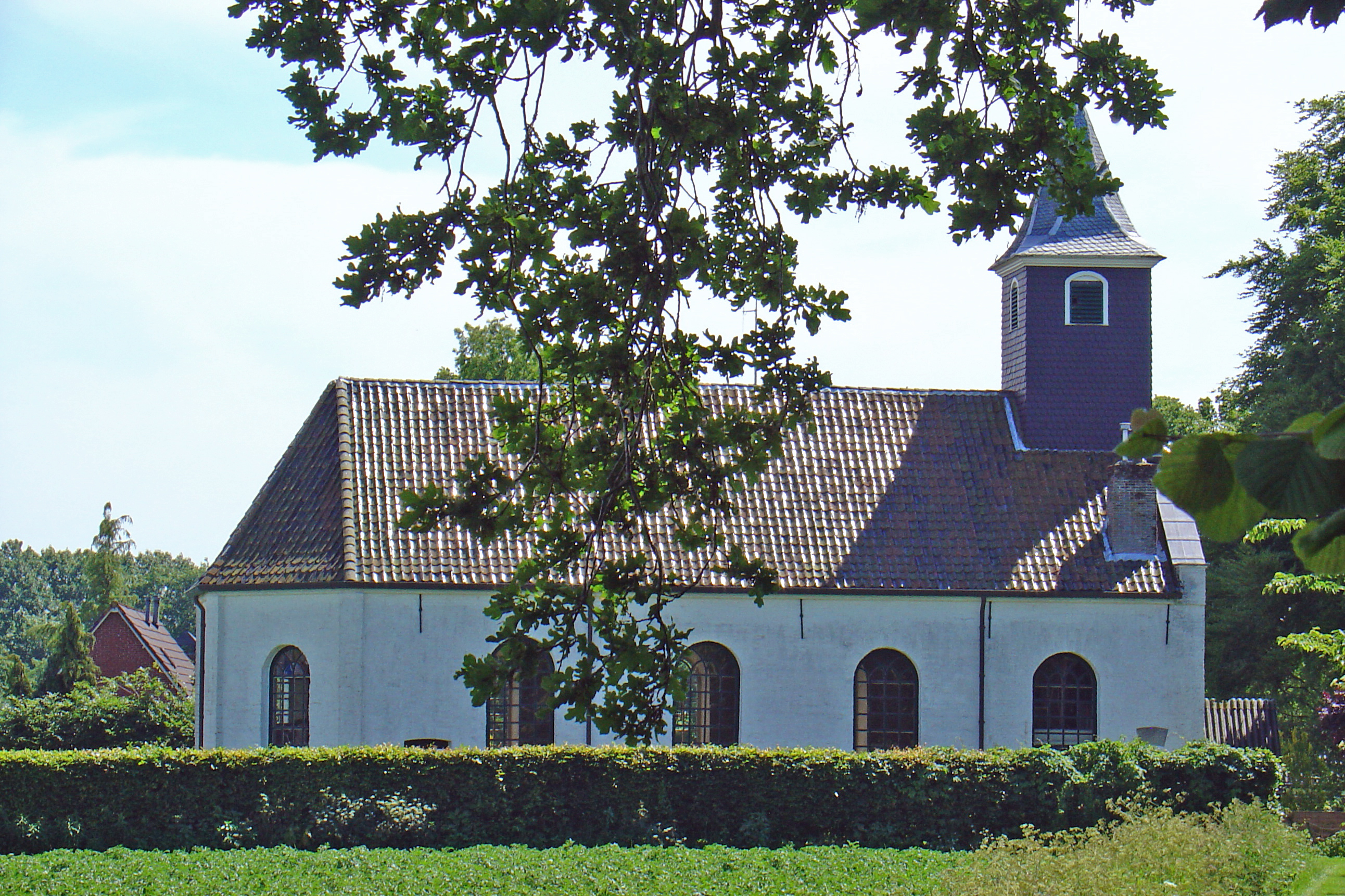
Het witte kerkje van Gasselte

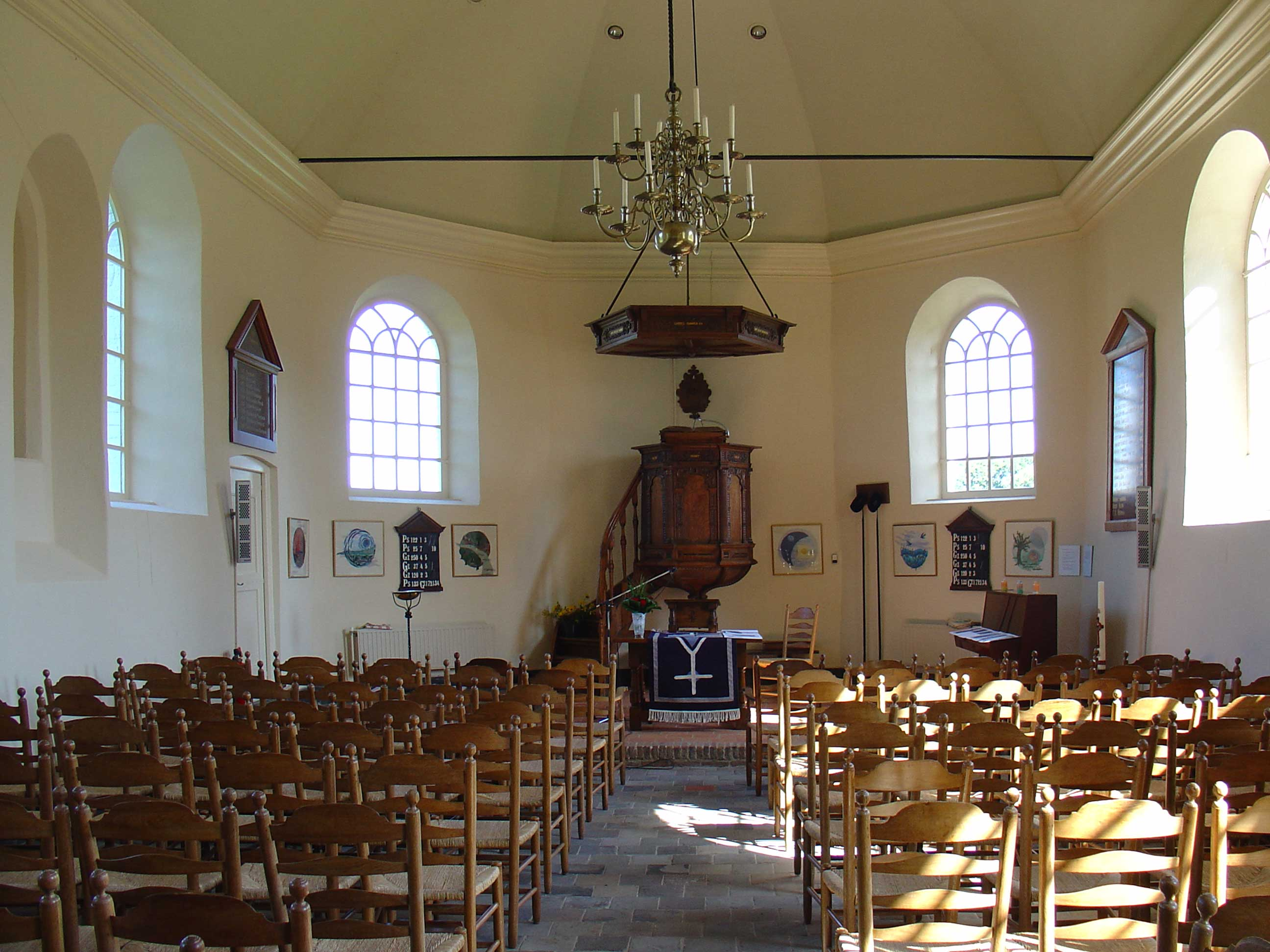
Het interieur van de kerk van Gasselte

De Onze-Lieve-Vrouwekerk (Mariakerk) van Gasselte is een kerk in de Drentse gemeente Aa en Hunze.

## Geschiedenis
Oorspronkelijk was de kerk van Gasselte een dochterkerk van de kerk van Borger, die zelf weer een dochterkerk was van de Magnuskerk van Anloo. De kerk van Gasselte werd gebouwd in de tweede helft van de dertiende eeuw. De kerk werd voor het eerst vermeld in 1328. De kerk is gebouwd tussen de twee buurtschappen van Gasselte: het Lutkenend en het Grotenend. In 1362 werd er een tweede altaar in de kerk gebouwd, gewijd aan de heilige Catharina en werd er een vicaris aangesteld. Na de hervorming is de westelijke muur van de kerk in 1613 vernieuwd met kloostermoppen afkomstig van een in Assen afgebroken klooster. De kerk is meerdere malen ingrijpend verbouwd of gerestaureerd, onder andere in 1651, 1787, 1851 en in 1963.

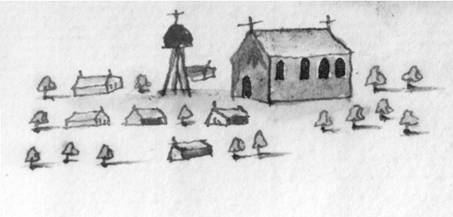
Kerkje van Gasselte getekend rond 1750, zonder toren en met vrijstaande klokkenstoel

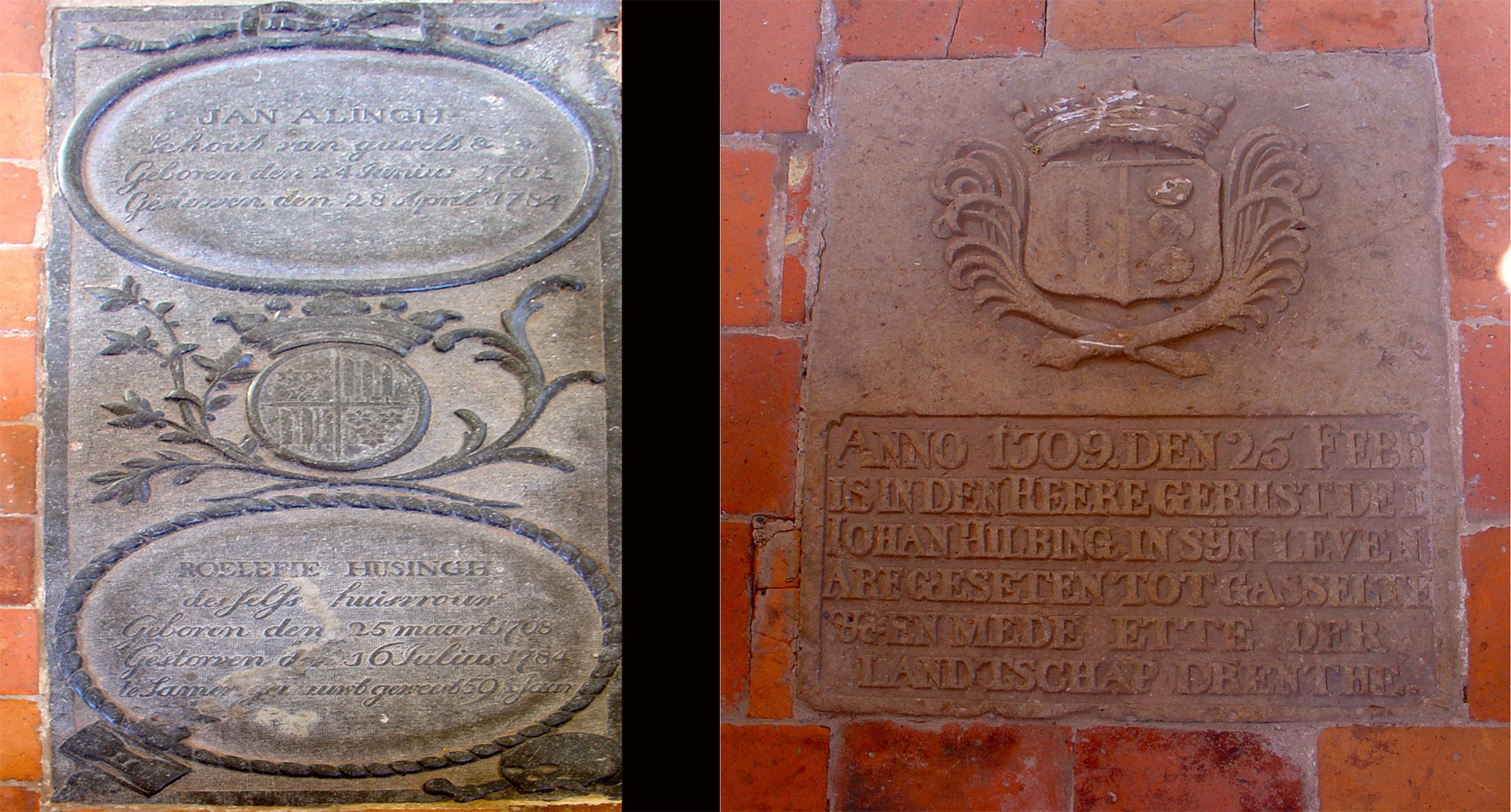
De beide grafzerken in de kerk van Gasselte

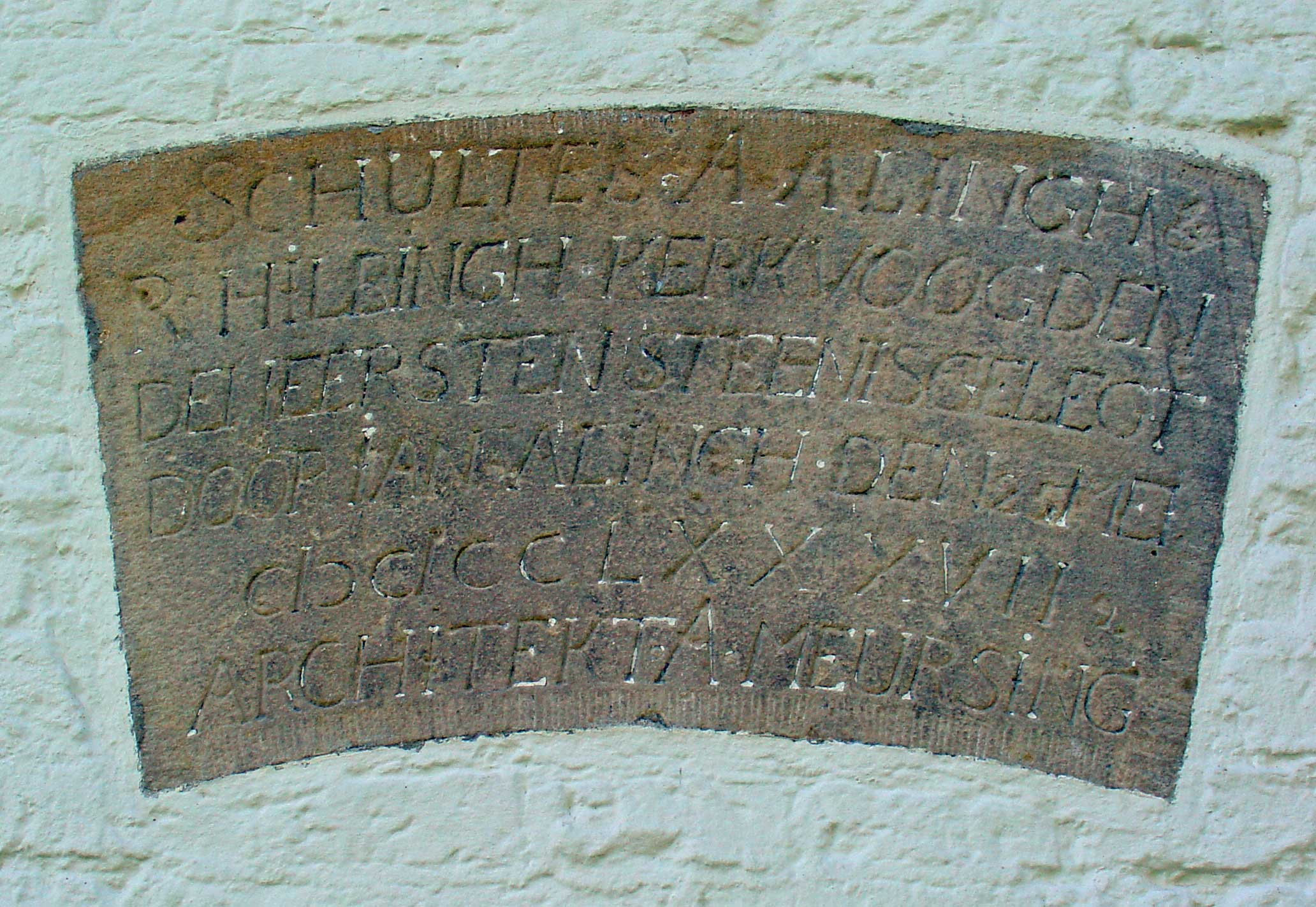
Steen ter herinnering aan de verbouwing van de kerk in 1787

Tot 1787 stond er een vrijstaande klokkenstoel bij de kerk, die in dat jaar werd vervangen door een torentje op de westzijde van de kerk. De uit de klokkenstoel afkomstige luidklok, in 1603 gegoten door Frerick van Butgen werd naar de kerktoren verplaatst.
De oorspronkelijk rooms-katholieke kerk werd in 1598, na de proclamatie van de stadhouder Willem Lodewijk van Nassau om de reformatie ook in Drenthe in te voeren, veranderd in een protestantse kerk. Het kerkbezoek in het begin van de 17e eeuw was gering. De inwoners van Gasselte beschouwden de zondag als een werkdag en hadden geen enkele belangstelling voor de catechismuspreek. Slechts het gezin van de plaatselijke predikant ging ter kerke. Aanvankelijk deelden Gieten en Gasselte een predikant. In 1611 werd de eerste eigen dominee, Johannes Cuperus (alias Fabritius), in Gasselte benoemd. Tot 1746 zouden leden van de familie Fabritius onafgebroken het predikantschap in Gasselte vervullen. In diverse publicaties is er sprake van dat ene Bernhardus Fabritius zich in 1713 als predikant zou hebben teruggetrokken om zich bezig te gaan houden met de veenontginning, in het bijzonder van Gasselternijveen. In een publicatie in Ons Waardeel heeft de Gasselter historicus Jan Kroezenga aangetoond, dat geen van de Gasselter predikanten met de naam Bernardus Fabritius zijn kerkelijk ambt heeft verruild voor dat van turfgraver. De laatste predikant van de familie Fabritius was een aangetrouwd lid van de familie, te weten een schoonzoon van Albertus Conradus Fabritius. Deze Warnerus Emmen was predikant in Gasselte van 1713 tot 1746, waarvan de twee eerst jaren als toegevoegd predikant bij zijn schoonvader.

## Interieur
- Een uit de negende of tiende eeuw daterende sarcofaagdeksel bevindt zich in de vloer onder de preekstoel, tevens zijn er in de kerk twee sarcofaagdeksels uit, naar aangenomen wordt, de 13e eeuw.[2]

- De preekstoel dateert uit de eerste helft van de 17e eeuw en de avondmaaltafel en het doopbekken dateren uit de tweede helft van de 17e eeuw. De zilveren avondmaalsbeker dateert uit 1644 en is een geschenk van de plaatselijke predikant Bernard Fabritius. Het offerblok (ook wel de armpaal) is in 1681 vervaardigd door de plaatselijk timmerman en smid. Het doopbekken werd in 1696 aangeschaft. Het orgel is afkomstig uit de kerk van het Friese Woudsend en gebouwd in de eerste helft van de 19e eeuw door de Drents/Duitse orgelbouwer Johann Christoff Scheuer uit Coevorden. De kerk is in de 19e eeuw witgepleisterd, bij de restauratie in 1964 werd de pleisterlaag verwijderd en werden de muren witgeschilderd[1].

- De twee grafzerken in de kerk zijn van respectievelijk schulte Jan Alingh met zijn vrouw Roeloffien Huising[5] en van landsdagcomparant en ette Johan Hilbing[6].

## Verbouwing 1787
Ter herinnering aan de ingrijpende verbouwing van 1787 werd een steen ingemetseld. Ten tijde van de verbouwing waren schulte A. Alingh en R. Hilbingh kerkvoogden. De verbouwing vond plaats onder leiding van de architect A. Meursing. Deze 'eerste' steen werd gelegd op 25 mei 1787 door de zoon van de schulte van het schultambt Borger-Gasselte, Jan Alingh.